# Schwimmwinkel

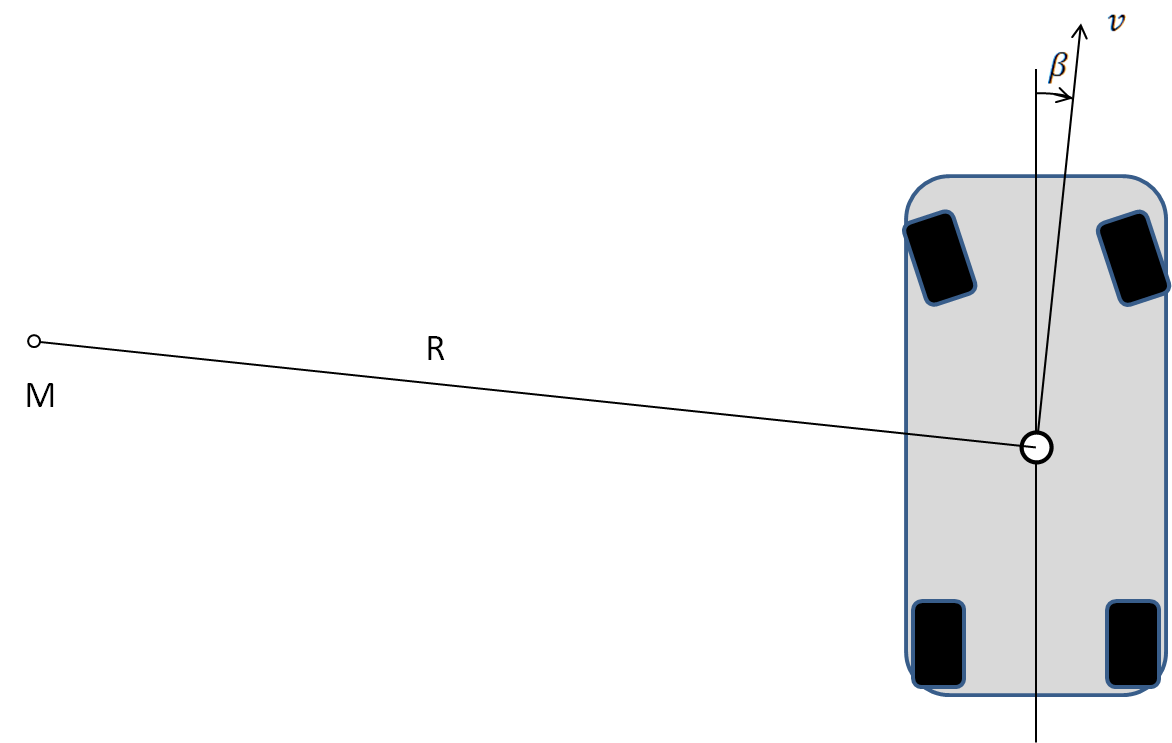
Schwimmwinkel eines Fahrzeugs. Ansicht von oben senkrecht auf die Fahrbahn. M: Momentanpol der ebenen Fahrzeugbewegung; R: Radius

Der Schwimmwinkel ist der Winkel β zwischen der Bewegungsrichtung des Fahrzeugs im Schwerpunkt und der Fahrzeuglängsachse.
Da die Bewegungsrichtung  in Längsrichtung des Fahrzeugs veränderlich ist, in den seltensten Fällen jedoch tatsächlich im Schwerpunkt gemessen werden kann, muss der Messort in den Schwerpunkt umgerechnet oder mit angegeben werden, z. B. „Schwimmwinkel (Hinterachse)“.
Im Fahrversuch wurde der Schwimmwinkel früher mit einem Peiseler-Rad gemessen, heute werden hierfür optische Verfahren benutzt.

## Bei langsamer Kurvenfahrt
Bei langsamer Kurvenfahrt sind die Seitenkräfte der Räder und damit die Schräglaufwinkel gering. Die Strahlen senkrecht zu den Rädern schneiden sich näherungsweise im Momentanpol. Im Fall eines an der Vorderachse gelenkten Fahrzeugs ist die Bewegungsrichtung an der Hinterachse in Richtung der Längsachse. Im Schwerpunkt entsteht daher besonders bei engen Radien (Wendekreis) bei PKW ein Schwimmwinkel in der Größenordnung 15 bis 20 Grad, der nur vom Abstand des Schwerpunkts zur Hinterachse und dem Kurvenradius abhängt. Da letzterer näherungsweise vom mittleren Radeinschlag der Vorderachse abhängt, kann mit dem Einspurmodell eine Beziehung zwischen Lenkwinkel der Vorderachse {\displaystyle \delta _{v}} und dem Schwimmwinkel abgeleitet werden:
{\displaystyle \beta ={\frac {-l_{h}}{l}}\cdot \delta _{v}}
Bei konstant angenommener Gesamtlenkübersetzung {\displaystyle i_{s}} ist {\displaystyle \delta _{v}=\delta _{H}/i_{s}} mit dem Lenkradwinkel {\displaystyle \delta _{H}}. Der Abstand des Schwerpunkts von der Hinterachse ist {\displaystyle l_{h}}  und {\displaystyle l} der Radstand. Das Verhältnis {\displaystyle l_{h}/l} ist etwa 0,6 bei Frontantrieb, 0,5 bei Standardantrieb und 0,4 bei Fahrzeugen mit Heckantrieb. Das Minuszeichen zeigt, dass bei der oben abgebildeten Linkskurve der Schwimmwinkel negativ ist.

## Bei schneller Kurvenfahrt

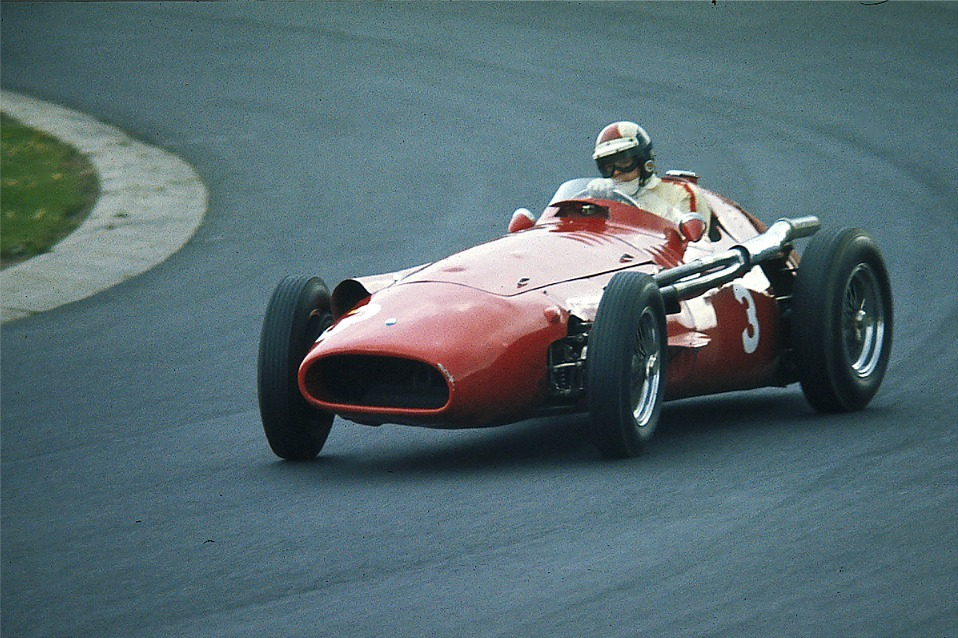
Maserati 250 F mit großem Schwimmwinkel im Grenzbereich. Fahrzeug wird durch Gegenlenken stabilisiert.

Bei höheren Geschwindigkeiten sind bei Kurvenfahrt Seitenkräfte für die Kurshaltung erforderlich. Diese entstehen durch Schrägstellung des gesamten Fahrzeugs. Die Vorderachse befährt einen engeren Radius als die Hinterachse. Der Schwimmwinkel bzw. der Schwimmwinkelgradient gilt hier als Maß für die Beurteilung der Fahrstabilität.
Auf trockener Fahrbahn gilt das Fahrverhalten eines PKW bei einem Schwimmwinkel unter 5 Grad als noch stabil, bei Rennfahrzeugen bis zu 10 Grad. Bei größeren, kontrollierten Schwimmwinkeln spricht man im Motorsport von der Fahrtechnik Driften, bei unkontrollierten Schwimmwinkeln im Straßenverkehr von Schleudern. Allgemein ist ein Fahrzustand dann stabil, wenn sich nach einer Störung der ursprüngliche Fahrzustand ohne Zutun des Fahrers wieder einstellt. Dies ist immer dann der Fall, wenn das Moment der Seitenkraft an der Hinterachse bezüglich des Schwerpunkts größer ist als das Moment der Vorderachse. Alle heutigen Fahrzeuge werden daher untersteuernd ausgelegt.

## Maßnahmen zur Beeinflussung
Große Schwimmwinkel, d. h. große Schräglaufwinkel der Hinterachse, können trotzdem, z. B. bei schnellen Richtungswechseln oder auf glatter Fahrbahn, auftreten. Mit fahrdynamischen Regelsystemen wie der Gierregelung wird durch Abbremsen des kurvenäußeren Vorderrads ein Giermoment eingeleitet, was den Fahrzustand wieder stabilisiert. Eine weitere Möglichkeit, den Schwimmwinkel zu reduzieren, bietet eine Allradlenkung, bei der die Hinterachse gleichsinnig zur Vorderachse einschlägt. Sie wirkt der Tendenz des Fahrzeugs, die Fahrzeuglängsachse in die Kurvenrichtung hinein zu drehen, entgegen. Der Einschlagwinkel der Hinterachse kann in einem festen Verhältnis zum Vorderachseinschlag stehen, das von der Fahrgeschwindigkeit abhängt. Kleine Schräglaufwinkel der Hinterachse und damit kleine Schwimmwinkel bei hoher Querbeschleunigung lassen sich konventionell durch Verlagerung des Wankmoments auf die Vorderachse oder durch Breitreifen an der Hinterachse erzielen. Sportliche Fahrzeuge machen von dieser Maßnahme ausgiebig Gebrauch. Das untersteuernde Verhalten wird dann durch Mischbereifung erzielt.